# آشپزی

تصویر و تصوری از آشپزی سنتی

آشپَزی یا پخت‌وپز یک توانمندی و فناوری برای فراهم آوردن غذا است. به شخصی که آشپزی کند، آشپز گفته می‌شود. آشپزی با این‌که یکی از کارهای روزمره برای تأمین انرژی انسان و رفع نیاز گرسنگی است اما یک هنر نیز تلقی می‌شود که از دانش شناخت مواد غذایی، هنر طعم‌دهی (مرینیت)، نانوایی، سس‌ها و… است که هرکدام به تنهایی با ذوق و هنر یک آشپز ماهر است که به‌دست می‌آید.
آشپزی و غذاها بخشی گسترده از هر فرهنگی است که حتی در کشورهایی بزرگ مانند ایران هر قومیت فرهنگ غذایی خاص خود را دارند. برخی از سبک‌های آشپزی ریشه در فرهنگ و حتی جنگ‌های ملت‌ها دارد.

## ریشه‌شناسی
آشپزی یا در نوشتارهای کهن پارسی خوالیگری، عمل آماده‌کردن مواد غذایی برای مصرف است. به کسی که غذا را می‌پزد، آشپز می‌گویند. این اصطلاح معمولاً به معنی محدودتری به کار می‌رود، که اِعمال گرما به غذا برای تغییر شیمیایی مزه، بافت، ظاهر، یا خواص غذایی آن است. واژهٔ «آشپز» از واژهٔ «پزنده» به معنی آماده‌کردن غذا برای مصرف گرفته شده‌است.

## تاریخ

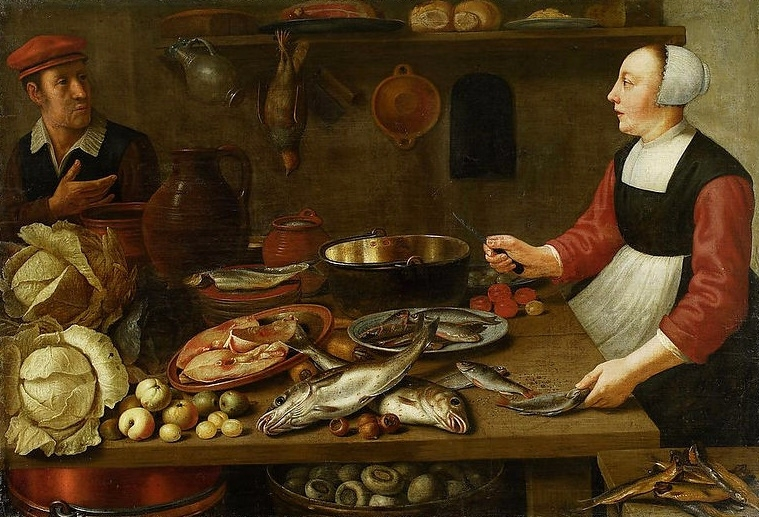
نقاشی زن آشپز اثر هنری Floris van Schooten

وقتی انسان در هزاران سال پیش آتش را کشف کرد، آشپزی، ویژگی فرهنگی بسیار رایجی شد. هر کشور برای خود نوع خاصی از آشپزی دارد که بسیار گوناگون است؛ مثلاً، کشورهای آسیای میانه غذاها و طرز پختشان شبیه هم است؛ همین‌طور کشورهای اروپایی و آمریکایی. روش آشپزی در قدیم این گونه بوده که تکهٔ خام غذا را در آتش می‌انداختند تا پخته شود. روز جهانی آشپزی ۲۵ سپتامبر است. در طول تاریخِ انسان، ترفندهای آشپزی مختلفی ایجاد شده و به نسل‌های بعدی منتقل شده‌اند.
تاریخچه آشپزی با تکامل انسان، توسعه فرهنگی و پیشرفت‌های تکنولوژی در هم آمیخته است. آشپزی نقش مهمی در شکل‌دادن به جوامع انسانی، تأمین مواد مغذی ضروری و تقویت ارتباطات اجتماعی داشته است. در اینجا مروری کوتاه بر نقاط عطف کلیدی در تاریخ آشپزی است:
۱. جوامع اولیه بشری: انسان‌های اولیه، مانند هومو ارکتوس، حدود ۲ میلیون سال پیش شروع به پخت و پز کردند. آنها از آتش برای پختن غذا استفاده می‌کردند که هضم آن را آسان‌تر، مغذی تر و ایمن تر می‌کرد. آشپزی همچنین به توسعه پیوندهای اجتماعی و انسجام گروهی کمک کرد.
۲. انقلاب نوسنگی (حدود ۱۰۰۰۰ سال قبل از میلاد): این دوره تغییر قابل توجهی را در جوامع بشری نشان داد زیرا آنها از سبک زندگی صحرانشینی و شکارچی-گردآورنده به یک روش زندگی ساکن تر و کشاورزی تبدیل شدند. اهلی شدن گیاهان و حیوانات منجر به پیدایش منابع غذایی و تکنیک‌های جدید پخت و پز شد. مردم شروع به کشت غلاتی مانند گندم و جو و پرورش حیوانات برای گوشت و لبنیات خود کردند.
۳. تمدن‌های باستانی (حدود ۳۵۰۰ قبل از میلاد - ۵۰۰ پس از میلاد): روش‌ها و دستور العمل‌های آشپزی در تمدن‌های مختلف باستانی مانند مصر، بین‌النهرین، یونان و روم تکامل یافته است. آنها از روش‌های مختلف پخت و پز استفاده می‌کردند، از جمله پخت، برشته کردن، آب‌پز کردن و سرخ کردن. استفاده از فر، قابلمه و تابه پخت و پز را کارآمدتر کرد و امکان تهیه غذاهای پیچیده را فراهم کرد.
۴. قرون وسطی (۵۰۰ پس از میلاد - ۱۵۰۰ میلادی): در این دوره به دلیل اختراع ابزار و ظروف جدید، فنون آشپزی بهبود یافت. استفاده از ادویه‌ها و سبزی‌ها رواج بیشتری یافت و باعث طعم و مزه و حفظ غذا شد. توسعه ظروف چدنی و معرفی اجاق گاز پخت و پز را راحت تر و کارآمدتر کرد.
۵. رنسانس و عصر اکتشاف (قرن ۱۴ - قرن ۱۷): با گسترش مسیرهای تجاری، مواد اولیه و فنون آشپزی جدید از فرهنگ‌های مختلف به اروپا معرفی شد. چاپخانه اجازه انتشار کتاب‌های آشپزی را داد که به گسترش دانش در مورد غذاهای مختلف و روش‌های آشپزی کمک کرد.
۶. انقلاب صنعتی (قرن ۱۸–۱۹): اختراع یخچال و کنسرو انقلابی در نگهداری مواد غذایی ایجاد کرد و امکان دسترسی متنوع تر و در تمام طول سال مواد را فراهم کرد. توسعه اجاق‌های گازی و برقی کارایی و راحتی پخت و پز را بیشتر بهبود بخشید.
۷. عصر مدرن (قرن ۲۰–۲۱): پیشرفت‌های تکنولوژیکی در قرن بیستم منجر به نوآوری در تجهیزات پخت و پز شد، مانند اختراع اجاق‌ گاز و مایکروویو.

## پختن

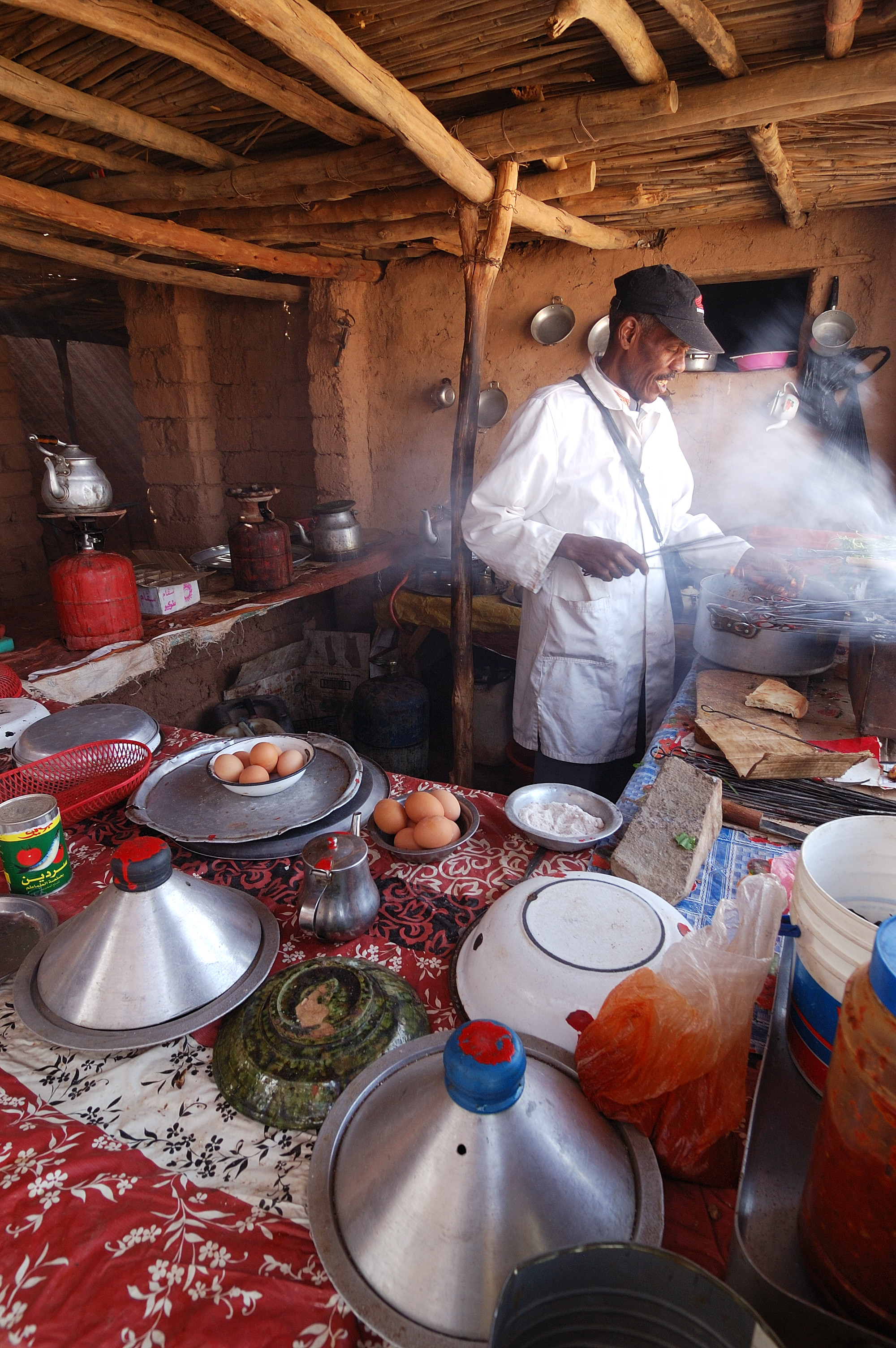
آشپزی در یک رستوران در مراکش

پختن به روش‌های مختلفی که مواد غذایی را به کمک حرارت دادن، آمادهٔ خوردن می‌کنند گفته می‌شود. پختن مواد غذایی ممکن است در یک ظرف در بسته و تحت فشار به نام زودپَز انجام شود. این روش، می‌تواند مواد مغذی حساس به گرما (برای مثال ویتامین ث) و فیتونوترینت‌های بیواکتیو از قبیل بتا-کاروتن، گلوکوسینولات (ترکیبات مفیدی که در سبزیجات چلیپایی یافت می‌شوند) و اسید چرب امگا ۳ که برای سلامت انسان مفید است را کاهش دهد.
آشپزی همراه با گوش دادن به موسیقی جذاب‌تر و سرگرم‌کننده‌تر می‌شود و همچنین انگیزه را در آشپزی بیشتر می‌کند.

## مواد و روش‌ها
روش‌های پخت غذا به دو شیوهٔ مدرن و سنتی صورت می‌گیرد که هر کدام ویژگی‌های خاص خودش را دارد اما اصول پخت و آشپزی‌ها اکثراً یا خام یا پخته صورت انجام می‌شود برای مثال در پخت سس بیس پیتزا دو نوع آماده‌سازی گرم (پختن و حرارت دیدن مواد) و سرد (استفاده از مواد اولیهٔ تازه مانند کنسرو گوجه‌فرنگی و مخلفات طعم‌دهی مانند بالزامیک و ادویه‌جات آماده می‌شود که بدون پخت و حرارت دیدن است)
روش‌های زیادی برای پخت و پز وجود دارد که بیشتر آن‌ها از دوران باستان شناخته شده‌است. این‌ها عبارت‌اند از پخت، برشته کردن، سرخ کردن، کباب کردن شبکه‌ای، کباب کردن، باربیکیو کردن، دودی کردن، آب‌پز کردن، بخارپزی و آرام‌پزی. یک روش نوآورانه و جدیدتر آشپزی، استفاده از دستگاه مایکروویو است. روش‌های مختلف از سطوح متفاوتی از گرما و رطوبت استفاده می‌کنند و در زمان پخت متفاوت هستند. روش انتخاب شده تا حد زیادی بر نتیجه تأثیر می‌گذارد زیرا برخی از غذاها برای برخی از روش‌ها نسبت به سایرین مناسب‌تر هستند. برخی از تکنیک‌های اصلی پخت گرم عبارت‌اند از:

### برشته کردن
کباب کردن، پختن با شعلهٔ مستقیم (اجاق گاز، باربیکیو یا زغال)

### پخت
پختن، پخت کور، پخت سریع، هواپز کردن، پختن در تنور یا فر آشپزی یا مایکروفر یا حتی آتش مستقیم (گریل کردن)

### جوشاندن
جوشاندن، آرام‌پزی، بلانچ کردن، آب‌پز کردن، بخارپزی، دم کردن، پخت تحت فشار، جوشاندن سنگی، پخت با فلاسک خلاء

### سرخ کردن
سرخ کردن، سرخ کردن هوا، سرخ کردن عمیق، سرخ کردن ملایم، سرخ کردن با نمک داغ، سرخ کردن با ماسهٔ داغ، سرخ کردن به روش مقلوبه (سرخ کردن به‌طور شناور در روغن)

### بخارپزی
بخارپزی با جوشاندن مداوم آب کار می‌کند و باعث می‌شود که آب را به بخار تبدیل کند. سپس بخار گرما را به سمت غذا می‌برد و در نتیجه غذا پخته می‌شود. بسیاری آن را یک شکل سالم از پخت‌وپز می‌دانند که مواد مغذی را در سبزیجات یا گوشتی که در حال پختن است نگه می‌دارد.

### پخت با فویل
غذا در کیسه‌ای گذاشته می‌شود و سپس پخته می‌شود.

### دودی کردن
دودی کردن فرایند طعم دادن، پختن یا نگهداری مواد غذایی با قرار دادن آن در معرض دود ناشی از سوختن یا سوختن مواد، اغلب چوب است.

### آب‌پز کردن
در این روش طبخ، غذا داخل آب جوش قرار داده می‌شود و تا مرحلهٔ پخت کامل مواد غذایی این فرایند ادامه دارد.

## ستارهٔ میشلن
دریافت ستارهٔ میشلن بالاترین افتخار بین‌المللی در آشپزی حرفه‌ای است. اکثر مردم این جوایز را «اسکار دنیای آشپزی» می‌نامند. این ستاره به رستوران‌هایی تعلق می‌گیرد که از کیفیت بسیار بالایی برخوردارند.
دریافت ستارهٔ میشلن بر اساس نظر مشتریان به‌دست نمی‌آید و به‌صورت کاملاً ناشناس توسط بازرسان میشلن صورت می‌گیرد. این بازرسان ترجیح می‌دهند کاملاً ناشناس باشند تا مورد توجه قرار نگیرند و مانند یک مشتری معمولی با آن‌ها برخورد شود تا از این طریق بهتر بتوانند تصمیم‌گیری کنند و امتیاز بدهند.
سرآشپزها در سراسر جهان زندگی خود را وقف به‌دست آوردن تنها یک ستاره می‌کنند تا برتری خود را به همگان اثبات کنند. دریافت ستارهٔ میشلن کار راحتی نیست و برای دریافت آن نیاز به حرفه‌ای بودن سرآشپزها در پخت غذاهای خوشمزه است. سرآشپزهای کمی هستند که توانسته‌اند تعداد زیادی از ستاره‌ها را در رستوران‌های خود به‌دست بیاورند.

## واحدهای اندازه‌گیری
در آشپزی، آشپزها برای این‌که بتوانند به‌درستی به پخت‌وپز بپردازند، از واحدها و حجم‌های ثابتی استفاده می‌کنند. از جملهٔ این واحدها می‌توان به این موارد اشاره کرد:
- پیمانه‌ها و قاشق‌ها
- واحدهای حجم
- واحدهای وزن